# Emir Tonbul
Emir Can Tonbul (teilweise auch Tombul; * 4. Januar 2001 in Kadıköy, Türkei) ist ein türkisch-schweizerischer Fussballspieler.

## Karriere
Nach diversen Jugendvereinen spielte Tonbul im Nachwuchs Rapperswil-Jonas, bevor er 2017 zu den Grasshoppers wechselte. 2019 wechselte er nach Belgien zum SK Lommel und wurde 2020 nach Portugal ausgeliehen, wo er sechsmal für Vitória Guimarães auflief. 2021 wechselte er zur zweiten Mannschaft der New York Red Bulls. Tonbuls Vertrag wurde Ende 2021 nicht verlängert. Im Frühjahr 2022 wurde er beim Schweizer Zweitligisten FC Wil bis Sommer 2022 unter Vertrag genommen. Sein Debüt feierte er Ende Januar beim Heimspiel gegen den FC Vaduz (4:4). Im Mai 2022 wurde bekannt, dass Tonbul den FC Wil verlassen wird. Ende 2022 wechselte Tonbul zum SC YF Juventus in der drittklassigen Promotion League. 2023 wechselte er zu FC Vysocina Jihlava in die zweithöchste Liga Tschechiens.